# Ramal ferroviario Peyrano-Santa Teresa-Rosario
El Ramal Peyrano - Santa Teresa - Rosario pertenece al Ferrocarril General Bartolomé Mitre, Argentina.

## Ubicación
Partiendo desde Peyrano, el ramal atraviesa 77,7 km por la provincia de Santa Fe, a través de los departamentos de Constitución y Rosario.

## Servicios
La red de carga es operada por la empresa Nuevo Central Argentino y por la empresa estatal Trenes Argentinos Cargas